# Римская провинция

Изменение территории Римского государства, 510 год до н. э. — 1453 год

Прови́нция (лат. provincia) в Древнем Риме — единица административно-территориального деления земель вне Апеннинского полуострова. До реформ Диоклетиана (ок. 296 года) была самой крупной административной единицей, впоследствии входила в состав диоцеза.
Для управления провинциями Римом назначались магистраты, чаще всего сенатского, реже — эквитского ранга после прохождения консулата — проконсула или претуры — пропретора. Исключением была провинция Египет, включённая в состав империи Октавианом; она управлялась только эквитами, возможно, для ограничения влияния сенаторов.
В Римской республике наместник провинции выбирался на один год. В начале года провинции распределялись между будущими наместниками по жребию или прямым назначением. Обычно провинции, в которых ожидались какие-либо трудности — нашествие варваров или внутренние волнения — получали наместником проконсула, человека с большим опытом и влиянием. Распределение легионов по провинциям также зависело от опасностей, которым эти провинции могли подвергнуться. Например, в 14 году в провинции Лузитания не было ни одного легиона, в то время как в Нижней Германии стояло четыре легиона, защищая границу от вторжения воинственных германских племен. Эти проблемные провинции всегда были лакомым куском для претендентов, поскольку проблемы часто означали войну, а война — это грабежи, захват рабов на продажу и другие быстрые пути к обогащению.
Первой римской провинцией стала Сицилия, включённая в состав республики с 241 до н. э. в результате победы над Карфагеном в Первой Пунической войне (264 до н. э. — 241 до н. э.).
Число и размер провинций менялись в соответствии с внешней и внутренней политикой Рима. Во времена империи большие провинции, на границах которых было расквартировано большое количество войск (например Паннония или Мёзия), делились на более мелкие провинции для предотвращения ситуации, когда в руках у одного наместника оказывается мощная военная сила, с помощью которой он начинает пробивать себе дорогу к императорскому трону.
С установлением принципата после гражданских войн, которыми закончился период республики в истории Древнего Рима, император Октавиан Август оставил за собой и своими преемниками право назначать военачальников и наместников в ряде наиболее стратегически важных провинций. Эти провинции стали называть императорскими, в противовес сенатским провинциям, в которых право назначать наместников осталось за сенатом.

## Список провинций периода республики

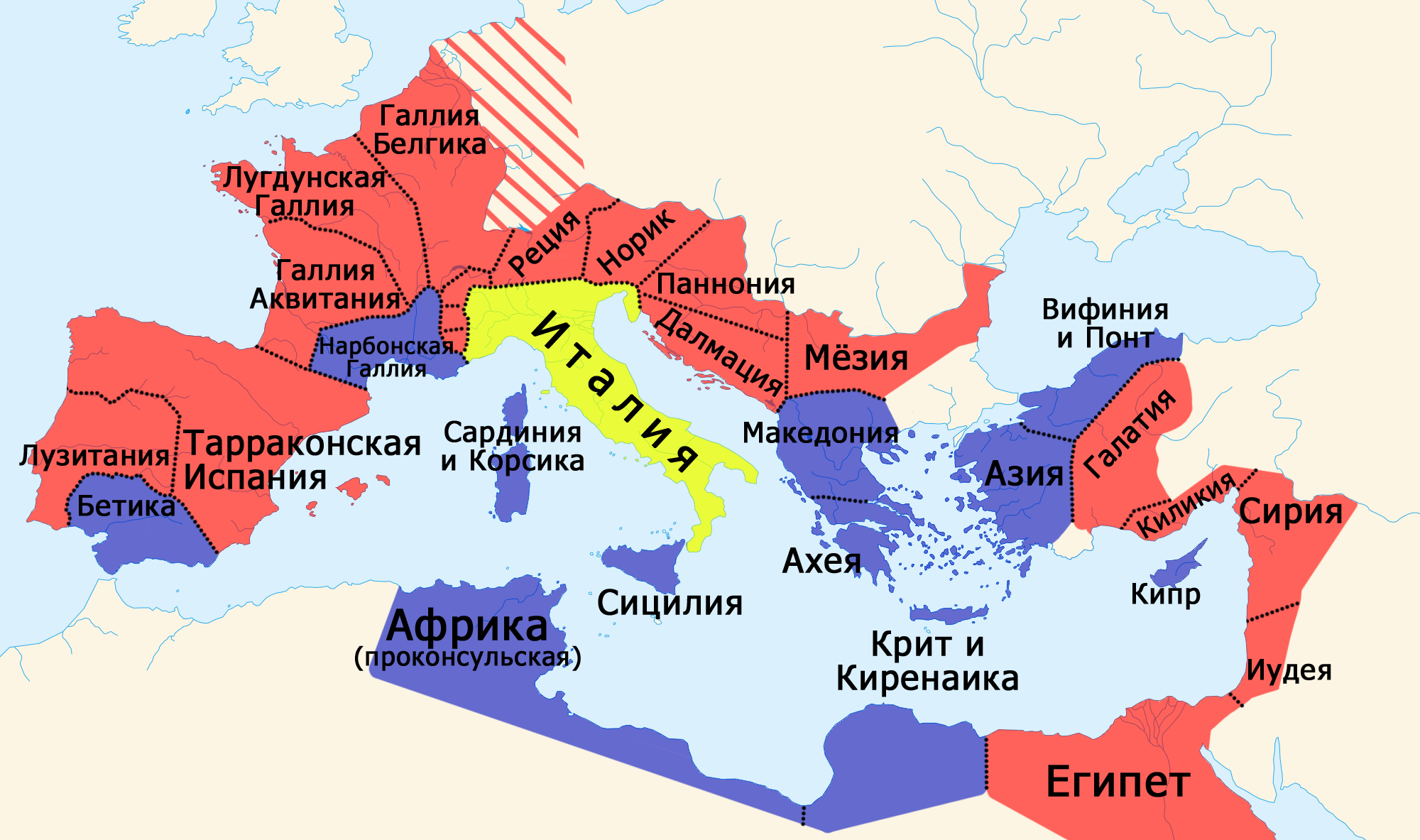
Провинции Римской империи к 14 году н. э.
Императорские провинции
Сенатские провинции
Италия

- 241 до н. э. Сицилия, проконсульская провинция
- 231 до н. э. Корсика и Сардиния, пропреторская провинция
- 220 до н. э. Цизальпийская Галлия, проконсульская провинция
- 197 до н. э. Ближняя Испания и Дальняя Испания, пропреторская провинция
- 167 до н. э. Иллирик, пропреторская провинция
- 146 до н. э. Македония — Ахея, пропреторская провинция
- 146 до н. э. Африка, проконсульская провинция
- 129 до н. э. Азия, проконсульская провинция
- 120 до н. э. Трансальпийская Галлия (позже Нарбонская Галлия), пропреторская провинция
- 74 до н. э. Вифиния, пропреторская провинция
- 74 до н. э. Крит и Киренаика, пропреторская провинция
- 64 до н. э. Киликия и Кипр, пропреторская провинция
- 64 до н. э. Сирия, пропреторская провинция
- 30 до н. э. Египет, пропреторская провинция, управляемая специальным императорским префектом
- 29 до н. э. Мёзия, пропреторская провинция

## От Августа до Диоклетиана

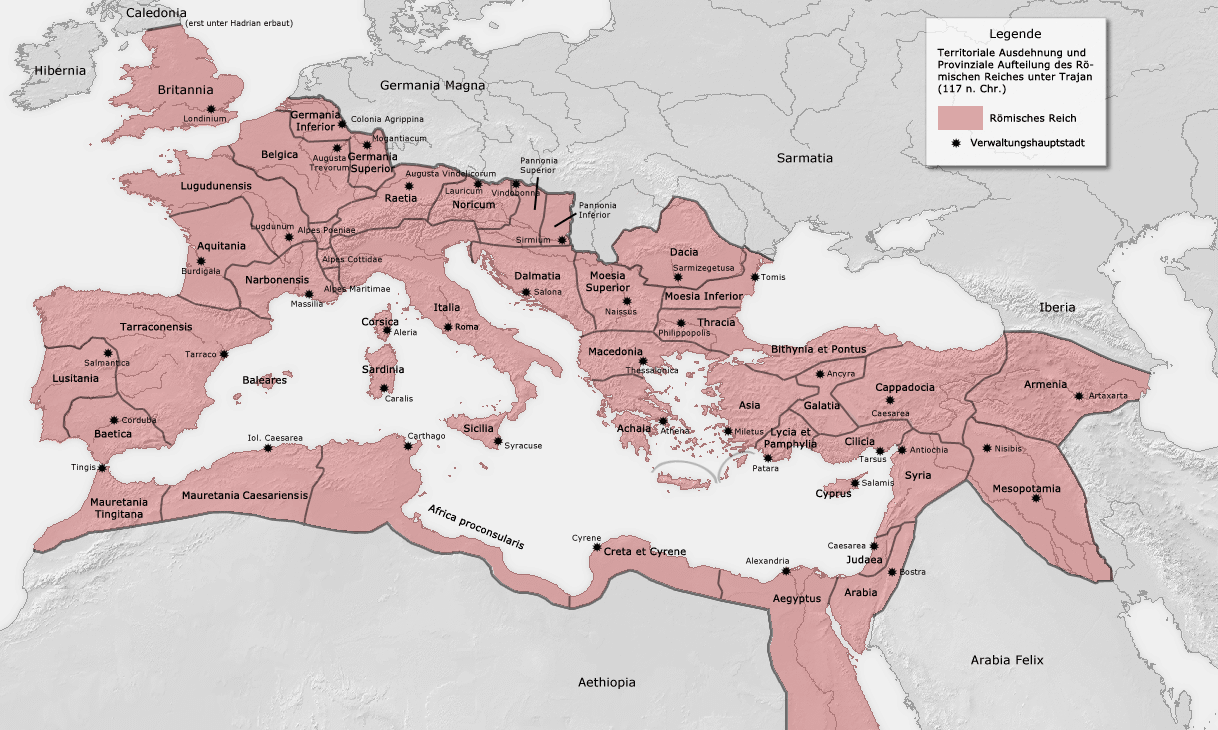
Деление Римской империи на провинции после завоеваний Траяна, 117 года

.

## После Диоклетиана

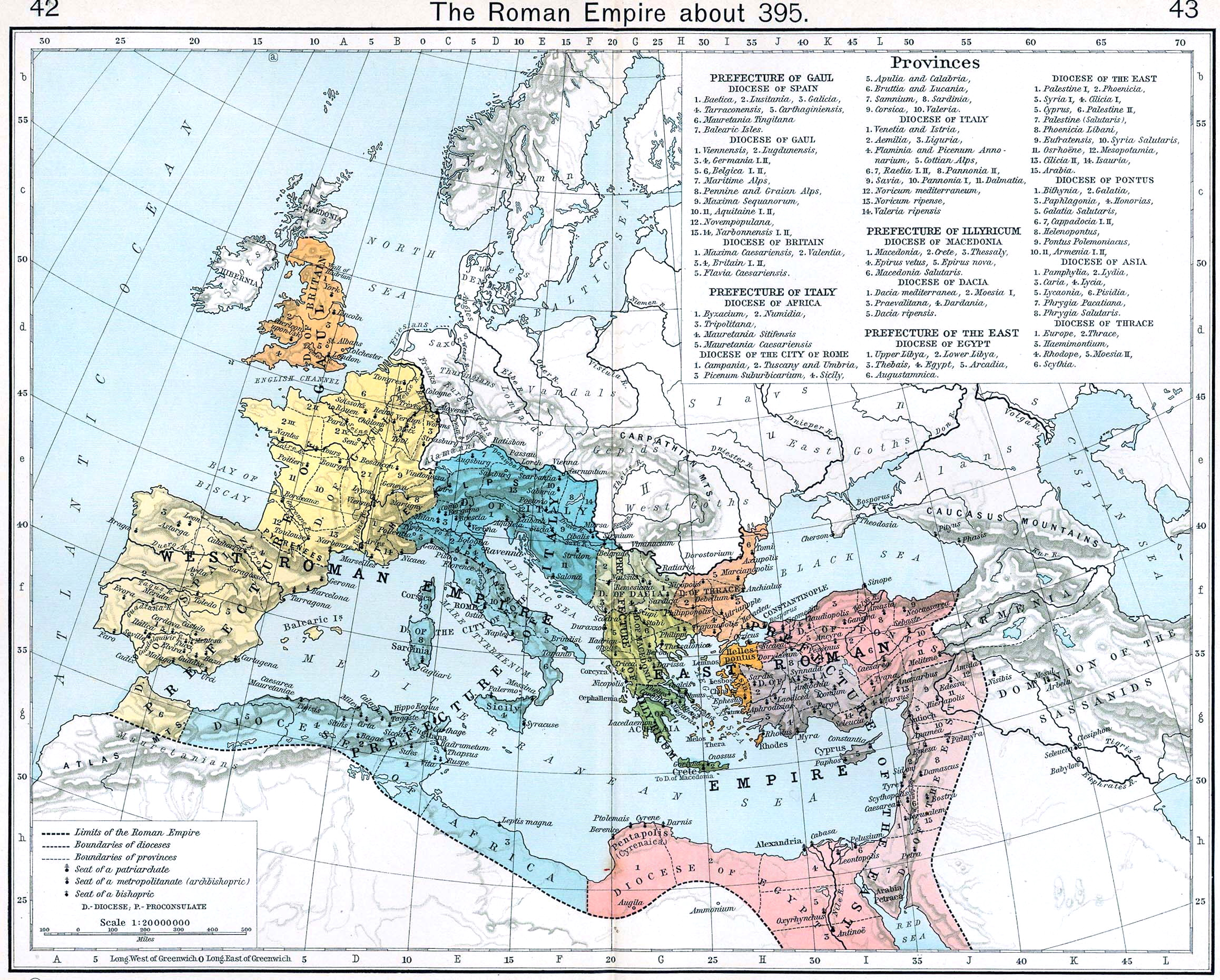
Римская империя после 395 года.

Император Диоклетиан провел радикальную реформу системы управления, известную как Тетрархия (284—305). В соответствии с указами Диоклетиана империя была разделена на две части: Восток и Запад. В каждой части империи правил свой император (Август), который сам назначал себе наследника (Цезаря) и выделял ему территорию из своей части империи. Таким образом, вся империя оказалась разделенной на четыре части: Галлия, Африка с Италией, Иллирик и Восток.
Эта система оказалась нежизнеспособной, однако пришедший к единоличной власти император Константин I Великий сохранил деление империи на четыре части, которые стали называться префектурами, во главе которых стояли префекты претория (лат. praefecti praetorio). В состав префектур не входили Рим и Константинополь. Ими управляли префекты города (лат. praefecti urbis). Каждая префектура включала в себя несколько диоцезов (лат. dioeceses), которые управлялись подчиненными префектам сановниками — викариями (лат. vicarii).
Викарий Востока именовался комитом Востока (лат. comes Orientis), а викарий Египта — префектом Египта или префект Августал (лат. praefectus Aegypti, praefectis Augusti или лат. Augustalis). Всего в империи было 12 диоцезов. Каждый диоцез состоял из нескольких провинций. Во времена Диоклетиана число провинций составляло 101, а к концу IV века достигло 120. Во главе провинций стояли ректоры (лат. rectores), которые могли иметь титул проконсула, консуляра, корректора или презида в зависимости от статуса провинции.

### Префектура Галлия (столица —Тревиры)

#### Галльский диоцез (Dioecesis Galliae)
- Лугдунская Галлия I (лат. Gallia Lugdunensis I)
- Лугдунская Галлия II (лат. Gallia Lugdunensis II)
- Лугдунская Галлия III (лат. Gallia Lugdunensis III)
- Лугдунская Галлия IV (лат. Gallia Lugdunensis IV)
- Белгика I (лат. Belgica I)
- Белгика II (лат. Belgica II)
- Германия I (лат. Germania I)
- Германия II (лат. Germania II)
- Альпы Пеннинские и Грайские (лат. Alpes Poenninae et Graiae)
- Максима Секванская (лат. Maxima Sequanorum) или Гельвеция (лат. Helvetia)

#### Вьеннский диоцез (Dioecesis Viennensis, столицаВьенн)
Основная статья: Диоцез Вьенна
- Вьенника (лат. Viennensis)
- Приморские Альпы (лат. Alpes Maritimae)
- Аквитаника I (лат. Aquitanica I)
- Аквитаника II (лат. Aquitanica II)
- Новемпопулана (лат. Novempopulana)
- Нарбоника I (лат. Narbonnensis I)
- Нарбоника II (лат. Narbonensis II)

#### Испанский диоцез (Dioecesis Hispaniae)
- Бетика (лат. Baetica)
- Балеары (лат. Baleares)
- Карфагеника (лат. Carthaginiensis)
- Тарраконика (лат. Tarraconensis)
- Галлеция (лат. Gallaecia)
- Лузитания (лат. Lusitania)
- Мавретания Тингитанская (лат. Mauretania Tingitana) или Новая Испания (лат. Hispania Nova)

#### Британский Диоцез (Dioecesis Britanniae)
- Максима Цезарейская (лат. Maxima Caesariensis) — северная часть вплоть до пограничного вала
- Валенция (лат. Valentia) с 368 г.
- Первая Британия (лат. Britannia Prima) — территория к югу от Темзы
- Вторая Британия (лат. Britannia Secunda) — территория современного Уэльса
- Флавия Цезарейская (лат. Flavia Caesariensis) — между Темзой и Гумбером

### Префектура Италия и Африка (западная) (столица —Рим)

#### Диоцез Пригородная Италия (Diocesis Italiae suburbicariae)
- Кампания (лат. Campania)
- Тоскания и Умбрия (лат. Tuscania et Umbria)
- Пицена Пригородная (лат. Picenum Suburbicarium)
- Апулия и Калабрия (лат. Apulia et Calabria)
- Бруттий и Лукания (лат. Bruttia et Lucania)
- Самний (лат. Samnium)
- Валерия (лат. Valeria)
- Корсика (лат. Corsica)
- Сицилия (лат. Sicilia)
- Сардиния (лат. Sardinia)

#### Диоцез Сельская Италия (Diocesis Italiae annonariae)
- Венетия и Истрия (лат. Venetia et Istria)
- Эмилия (лат. Aemilia)
- Лигурия (лат. Liguria)
- Фламиния и Сельская Пицена (лат. Flaminia et Picenum Annonarium)
- Коттские Альпы (лат. Alpes Cottiae)
- Реция I (лат. Raetia I)
- Реция II (лат. Raetia II)

#### Африканский диоцез (Diocesis Africae)
- Проконсульская Африка (лат. Africae proconsularis или Зевгитана (лат. Zeugitana)
- Бизацена (лат. Byzacena)
- Мавретания Цезарейская (лат. Mauretania Caesariensis)
- Нумидия (лат. Numidia)
- Триполитания (лат. Tripolitania)

### Префектура Иллирик (столицаСирмий)
Префектура Иллирик изначально состояла из двух диоцезов: Паннония и Мёзия. Позже Мёзия была разделена на два диоцеза: Македония и Дакия.

#### Диоцез Паннония (Dioecesis Pannoniarum)
- Далмация (лат. Dalmatia)
- Внутренний Норик (лат. Noricum mediterranea)
- Прибрежный Норик (лат. Noricum ripensis)
- Первая Паннония (лат. Pannonia Prima)
- Вторая Паннония (лат. Pannonia Secunda)
- Савия (лат. Savia)
- Прибрежная Валерия (лат. Valeria ripensis)

#### Диоцез Дакия (Diocesis Daciae)
- Внутренняя Дакия (лат. Dacia mediterranea)
- Мёзия I (лат. Moesia I)
- Превалитания (лат. Praevalitana)
- Дардания (лат. Dardania)
- Прибрежная Дакия (лат. Dacia ripensis)

#### Македонский Диоцез (Diocesis Macedoniae)
- Первая Македония (лат. Macedonia Prima)
- Македония Салютарис (лат. Macedonia Salutaris) или Вторая Македония (лат. Macedonia Secunda)
- Фессалия (лат. Thessalia)
- Старый Эпир (лат. Epirus vetus)
- Новый Эпир (лат. Epirus nova)
- Ахайя (лат. Achaea)
- Крит (лат. Creta)

### Префектура Восток

#### Фракийский диоцез (Dioecesis Thraciarum)
- Европа (лат. Europa)
- Фракия (лат. Thracia)
- Гемские горы (лат. Haemimontium)
- Родопа (лат. Rhodope)
- Вторая Мёзия (Мёзия II) (лат. Moesia II)
- Скифия (лат. Scythia)

#### Азиатский диоцез (Dioecesis Asiana)
- Азия (лат. Asia)
- Геллеспонт (лат. Hellespontus)
- Памфилия (лат. Pamphylia)
- Кария (лат. Caria)
- Лидия (лат. Lydia)
- Ликия (лат. Lycia)
- Ликаония (лат. Lycaonia)
- Писидия (лат. Pisidia)
- Фригия Пакатиана (лат. Phrygia Pacatiana)
- Фригия Салютарис (лат. Phrygia Salutaris)
- Острова (лат. Insulae)

#### Понтийский диоцез (Dioecesis Pontica)
- Вифиния (лат. Bithynia)
- Галатия (лат. Galatia)
- Пафлагония (лат. Paphlagonia)
- Гонориада (лат. Honorias)
- Галатия Салютарис (лат. Galatia Salutaris)
- Каппадокия I (лат. Cappadocia I)
- Каппадокия II (лат. Cappadocia II)
- Понт Полемониев (лат. Pontus Polemoniacus)
- Армения I (лат. Armenia I)
- Армения II (лат. Armenia II)

#### Восточный диоцез (Dioecesis Orientis)
- Палестина I (лат. Palestina I)
- Палестина II (лат. Palestina II)
- Палестина Салютарис (лат. Palestina Salutaris)
- Сирия I (лат. Syria)
- Сирия II (лат. Syria Salutaris)
- Финикия (лат. Phoenicia)
- Финикия Ливанская (лат. Phoenicia Libani)
- Евфратисия (лат. Eufratensis)
- Осроена (лат. Osroene)
- Месопотамия (лат. Mesopotamia)
- Аравия (лат. Arabia)
- Киликия I (лат. Cilicia I)
- Киликия II (лат. Cilicia II)
- Исаврия (лат. Isauria)
- Кипр (лат. Cyprus)

#### Египетский диоцез (Dioecesis Aegypti)
Изначально Египетские провинции входили в Восточный диоцез.
- Египет (лат. Ægyptus) — территория Нижнего Египта вокруг Александрии. Первоначально называлась Юпитеров Египет (лат. Ægyptus Iovia). Позже была разделена на две провинции.
- Августамника (лат. Augustamnica) — восточная часть дельты Нила (так называемое Тринадцатиградье). Первоначально называлась Геркулесов Египет (лат. Ægyptus Herculia). Позже была разделена на две провинции.
- Фиваида (лат. Thebais) — Верхний Египет. Нубия южнее Филе была покинута. Позже была разделена на две провинции.
  - Нижняя Фиваида (лат. Thebais Inferior)
  - Верхняя Фиваида (лат. Thebais Superior)
- Аркадия (лат. Arcadia) (не путать с Аркадией в Греции) — территория между Фивадой и Египтом;
- Верхняя Ливия (лат. Libya Superior) — западная часть Киренаики
- Нижняя Ливия (лат. Libya Inferior) — восточная часть Киренаики